# 馬克·紹爾

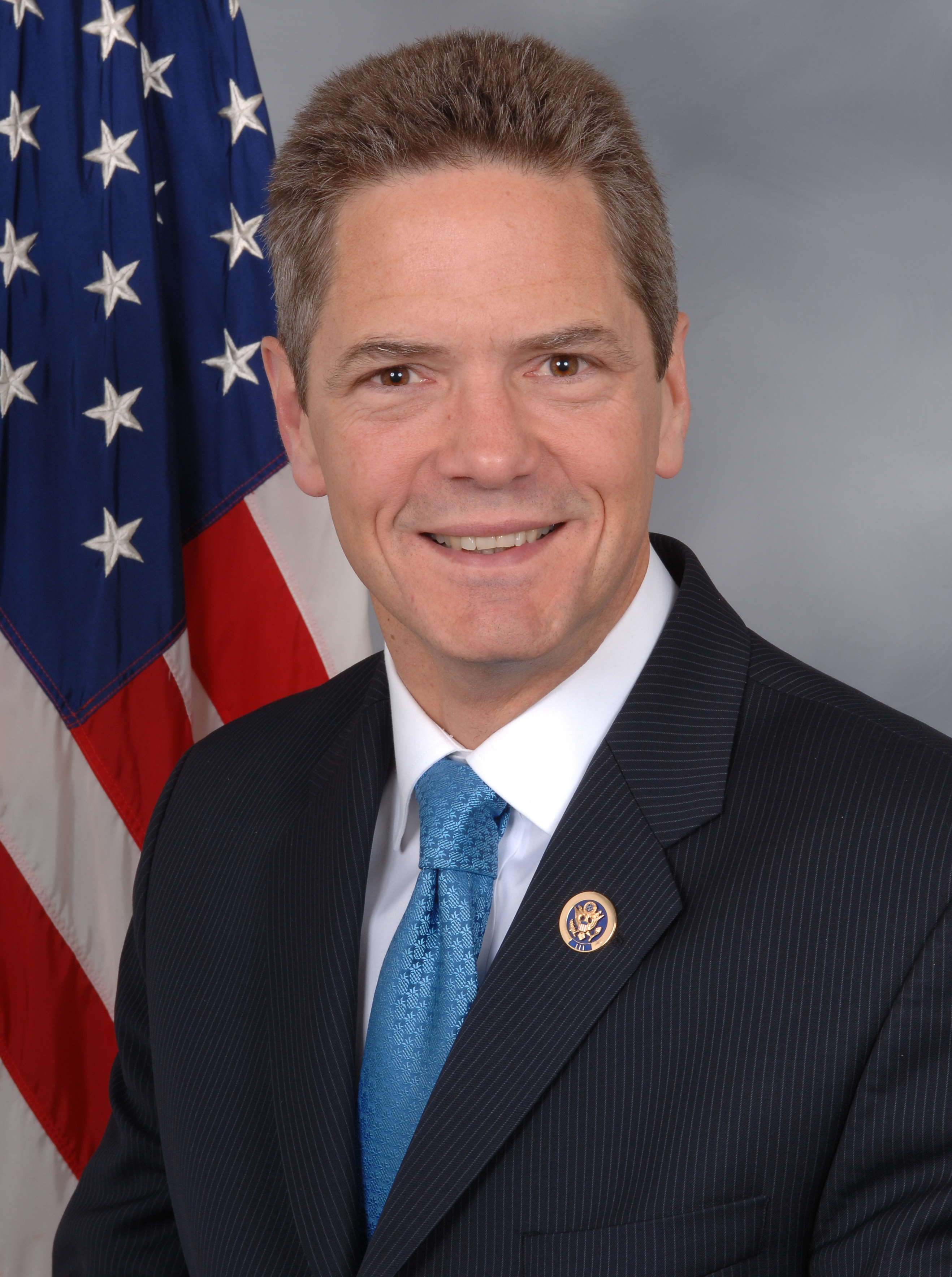

馬克·紹爾（Mark Schauer；1961年10月2日—）是美國的一位政治人物
。在2009年至2011年期間，他是密西根州第4選舉區選出的美國眾議院議員。他的黨籍是民主黨。在1997年至2002年，他曾是密歇根州眾議院議員。2003年至2009年期間，他是密歇根州參議院議員。